# Joseph Wall
Joseph Wall (ur. 12 września 1989 w Arvadzie) – amerykański koszykarz grający na pozycjach rzucającego obrońcy lub niskiego skrzydłowego, obecnie zawodnik Donar Groningen. 
15 sierpnia 2017 został zawodnikiem Legii Warszawa. 7 lipca 2018 podpisał umowę z holenderskim Donar Groningen.

## Osiągnięcia
Stan na 15 sierpnia 2017, na podstawie, o ile nie zaznaczono inaczej.
NCAA II
- Uczestnik rozgrywek Sweet 16 turnieju NCAA II (2012, 2013)
- Mistrz turnieju konferencji Great Northwest Athletic (GNAC – 2013)
- Zaliczony do:
  - I składu:
    - All-RMAC dywizji wschodniej (2010)
    - GNAC All-Acedemic Team (2013)

  - II składu:
    - konferencji GNAC (2013)
    - dystryktu zachodniego (2013)
- Uczestnik meczu gwiazd – Reese's Division II College All-Star Game (2013)

Drużynowe
- Brązowy medalista mistrzostw Czech (2016, 2017)
- Zdobywca Pucharu Czech (2016)
- Finalista Pucharu Hugo dos Santosa (2014)
- Uczestnik rozgrywek Pucharu FIBA Europa (2017/17)

Indywidualne
(* – nagrody przyznane przez portal eurobasket.com)
- MVP kolejki NBL (7 – 2016/17)
- Uczestnik meczu gwiazd czeskiej ligi NBL (2015)
- Zaliczony do składu honorable mention ligi:
  - czeskiej (2017)*
  - portugalskiej (2014)*